# Baguazhang
Ba Gua Zhang (cinese: 八卦掌, Pinyin: Bāguàzhǎng, WG: Pa Kua Chang), ovvero il palmo degli 8 trigrammi, è uno degli stili fondamentali delle scuole interne del Kung-fu insieme al Taijiquan ed allo Xingyiquan.

## Origine
L'origine del Palmo degli Otto Trigrammi è un argomento controverso, infatti oggi risulta molto difficile risalirne alle origini chiaramente.
(The History of Baguazhang)
Come per gli altri stili interni sembra derivare dalla combinazione delle vecchie tecniche di combattimento con gli esercizi respiratori e meditativi dei monaci taoisti . 
- Alcuni praticanti di questo stile[2], tendono a riconoscere una traccia di esso nel "Lan Yi Waishi", (蓝簃外史, Storia non ufficiale della stanza secondaria blu) opera nella quale si racconta che nel 1797 Wang Xiang (王祥), maestro dello Shandong, aveva insegnato il metodo del pugilato a Feng Keshan[3] ed in una confessione di uno dei rivoltosi, tale Niu Liangchen, si raccontava che nel 1810 Feng Keshan aveva mostrato i Bafangbu (Passi nelle Otto Direzioni) paragonandoli agli Otto Trigrammi.

(Storia non Ufficiale della Stanza Secondaria Blu)
Proprio in questi passi molti vogliono ritrovare l'origine del Baguazhang, però Feng Keshan era un praticante di Meihuaquan ed in questo stile esiste un gruppo di passi detti appunto Passi nelle Otto Direzioni.
- La maggior parte dei praticanti[8] oggi attribuisce la creazione di questo stile a Dong Haichuan (Tung Hai-Ch'uan in Wade-Giles, 董海川), eunuco che per alcuni sarebbe nato nella provincia cinese di Hebei nel 1813, morto a Pechino nel 1882. Sicuramente è a lui che si deve l'enorme diffusione di questa arte marziale.

Si pensa che Dong Haichuan possa aver creato il Baguazhang unendo le proprie conoscenze marziali ad esercizi appresi da Preti Taoisti, in particolare ad una meditazione camminata in cerchio della Setta Quanzhen, perciò si è cercato di risalire a quali stili egli potesse aver praticato durante la sua giovinezza fino a quando arrivò a Pechino. Alcune fonti riportano che egli avesse conoscenze di Erlangquan, altre di Luohanquan. Gli apprendimenti di matrice Taoista sarebbero invece il frutto di un viaggio che per oscuri motivi, Dong Haichuan, intraprese attraverso la Cina, visitando alcune montagne famose. C'è anche chi si spinge ad affermare che in realtà lo stile sia stato creato da Dong assieme a Yin Fu durante un lungo viaggio che fecero insieme in Mongolia; inoltre ogni allievo di Dong Haichuan ricevette un insegnamento personalizzato che si adattava alle conoscenze che ciascuno di loro aveva prima di incontrare questo maestro.

- Esistono anche attribuzioni a personaggi differenti: per esempio i praticanti di Jiulong Baguazhang ne attribuiscono la creazione al Maestro Taoista Li Ching-yuen[9].
- Molti suppongono, a torto o a ragione, che il Baguazhang, del giorno d'oggi derivi da una particolare scuola di pugilato dell'Henan, conosciuta come Yin Yang Bapan Zhang ( 阳八盘掌, palmo Yin Yang delle otto rotazioni). Le ricerche del Professor Kang Gewu avrebbero dimostrato che anche questo stile è un ramo del baguazhang insegnato da Dong Haichuan, sviluppatosi attraverso la linea di Liu Baozhen[10].
- I praticanti di Tianshi Yin Yang Baguazhang (田氏阴阳八卦掌)[11] credono che il Baguazhang sia stato creato da due Preti Taoisti, Bi Yun (碧云) e Jing Yun (静云), sull'Emeishan e sul Qingchengshan (青城山), nella provincia di Sichuan, tra la fine della Dinastia Ming e gli inizi della Dinastia Qing[12]. Il maestro Tian Ruhong (田如宏) apprese questo stile dai due sacerdoti, per poi tramandarlo a Tian Xuan, che lo insegnò in Shandong. Come per il Bapanzhang, Kang Gewu ritiene che anche questo Palmo degli Otto Trigrammi provenga da un lignaggio di Dong Haichuan, esattamente attraverso Shi Junjie (史俊杰)[13].

## Il Baguazhang a Pechino
L'unica notizia certa sul Baguazhang è che questo stile compare a Pechino ( a cavallo tra il 1860 e il 1880 ) per opera di Dong Haichuan (Tung Hai Chuan) maestro nativo di Zhujiawu 朱家坞村, villaggio del distretto di Wenan 文安 nella Provincia di Hebei, in particolare quando trovò lavoro come cameriere presso il palazzo del Principe Su (肅). Il principe Su chiese a Dong Haichuan come si chiamasse il suo stile di Pugilato e Dong Haichuan rispose semplicemente Palmo che Ruota (轉掌T, 转掌S,  zhuǎnzhǎng P,   Chuan Chang W).
Dong Haichuan fu ingaggiato nella dimora del Principe Su come servitore. Circa nel 1866, il principe radunò un folto numero di persone, tra cui anche numerosi esperti di Arti Marziali della capitale. Dong venne incaricato di servire il tè al principe, che si trovava in una stanza circondato dalla calca degli astanti, che impediva il passaggio a Dong. Sotto gli sguardi stupiti di tutti, Dong raggiunse il principe saltando ed evitando gli "ostacoli" umani sul suo cammino. Questo comportamento stupì molto il principe, che chiese a Dong Haichuan di confrontarsi con una sua guardia del corpo, tale Quan Kaiting. Quan lo avrebbe attaccato addirittura con una sciabola, ma Dong schivò e respinse tutti i suoi colpi.
Tantissimi sono gli aneddoti come questo, che si narrano su Dong Haichuan. Uno dei più famosi vuole che Dong Haichuan abbia combattuto un duello con Guo Yunshen, famoso maestro di Xingyiquan. I due si sfidarono in combattimento, per ben tre giorni e tre notti, ma nessuno dei due ebbe la meglio sull'altro. I due maestri constatarono la validità dello stile dell'altro e, spinti da rispetto reciproco, decisero di insegnare ai rispettivi allievi il Baguazhang e lo Xingyiquan come stili complementari. Naturalmente per molti praticanti di Baguazhang e Xingyiquan, non si tratta che di una favola.

## Lo stile
La struttura del Baguazhang è basata sulla cosmologia taoista ed in particolare sul Yìjìng (Il libro dei mutamenti) che cataloga i fenomeni dell'universo in gruppi di otto (questo era considerato un numero magico dagli antichi cinesi). Per questo motivo le tecniche del Bagua sono suddivise in gruppi di 8: esistono infatti 8 palmi (ovvero posizioni del palmo della mano da tenere durante le tecniche), 8 passi fondamentali e così via.
Alla base del Baguazhang, vi sono svariati movimenti del palmo della mano, e movimenti circolari. Il corpo appare stabile e ben posizionato, tuttavia il bacino deve, per effettuare i continui movimenti circolari, essere flessuoso in armonia con i continui movimenti di palmo e braccia. La pratica di base, prevede dei movimenti di palmo che si rifanno allo Yin e allo Yang ( elemento indispensabile nella pratica di questo stile interno), il livello superiore di questo stile, è rappresentato dalla “Forma del Drago”, nella quale si eseguono movimenti circolari(sempre intorno ad un ipotetico perno centrale), eseguendo contemporaneamente varie combinazioni di movimenti circolari, delle rotazioni, delle circonvoluzioni e movimenti verticali.
Gli Otto Trigrammi (Bagua) associati alla simbologia di quest'arte, sono rappresentati in cerchio, in quanto rappresentano le otto direzioni.

## La Trasmissione di Dong Haichuan
Oggi non si sa esattamente come fosse lo stile originario di Dong Haichuan. Le uniche informazioni certe sono che la sua tecnica si basava sulla Camminata Circolare e che conteneva due posture dette Cambiamento Semplice (Danhuanzhang, 单换掌) e Cambiamento Doppio di Palmo (Shuanghuanzhang, 双换掌).

## I rami del Baguazhang
Dong Haichuan, secondo alcune teorie quindi, sarebbe stato solo la prima persona ad aver codificato la forma rudimentale di Baguazhang. Molte ramificazione, però, si verificarono dopo il suo contributo e discendono dal Baguazhang insegnato da lui e dai suoi allievi. Questi alcuni rami oggi conosciuti di Baguazhang:
- Scuola Yin di Baguazhang;
- Scuola Cheng di Baguazhang;
- Scuola Liu di Baguazhang;
- Scuola Liang di Baguazhang;
- Scuola Cao di Baguazhang;
- Scuola Song di Baguazhang;
- Scuola Fan di Baguazhang;
- Scuola Jiang di Baguazhang;
- Yin Yang Baguazhang;
- Qian Kun Baguazhang;

Tutti hanno in comune la matrice legata agli Otto Trigrammi e Sessantaquattro Tecniche, corrispondenti alla numerologia dell'Yìjìng derivata e connessa agli Otto Trigrammi stessi(Bagua).

## Yin Yang Bapanzhang
I principi del Palmo Yin Yang degli Otto Piatti furono enunciati nel 1937 in Yin Yang Bapan Zhangfa (阴阳八盘掌法, Metodo del palmo di Yin e Yang e Otto Piatti), un'opera di Ren Zhicheng (任致诚), nella quale egli illustra le varie tecniche di palmi, l'andatura, e i passi in circolo. Il nome Palmo Yin Yang degli Otto Piatti o degli Otto Attorcigliamenti (陰陽八盤掌T, 阴阳八盘掌S,  yīnyángbāpánzhǎng P,   Yin Yang Pa P’an Chang W), che in ogni caso fa riferimento ai principi dello Yin e dello Yang, ha avuto due interpretazioni: la prima indicherebbe le Otto Parti del Corpo che sono strettamente collegate alla pratica ed agli Otto Trigrammi; la seconda, riportata da Ren Zhicheng, lo spiega con le Otto Posture. Le otto parti del corpo umano coinvolte nei movimenti chiave di questo stile sono: spalla, gomito, pugno, petto, addome anca, ginocchio e caviglia . Nel manuale di Ren Zhicheng, vengono menzionate inoltre le otto tecniche denominate maggiori (ba da shi), supportate da ben cinquantasei tecniche minori (xiao shi); si noti che sommando tutti gli elementi, risulta che questo stile è composto da ben Sessantaquattro elementi, che corrispondono al numero degli esagrammi dell'I Ching.
Secondo Ren Zhicheng, egli avrebbe appreso un sistema più completo di quello insegnato da Dong Haichuan, da Li Zhenqing (李振清, 1830-1900). Questo sistema era detto Baguazhang o Yin Yang Bapanzhang e Li lo aveva appreso circa nel 1850 in Henan. Oltre a Ren Zhicheng ebbe come allievo Xiao Haibo (萧海波), Liu Baozhen ed altri.
(Brief Introduction to Yin Yang Bapanzhang)